# Bulbophyllum warmingianum
Bulbophyllum warmingianum là một loài phong lan thuộc chi Bulbophyllum.